# Alexander Hack
Alexander Hack (ur. 8 września 1993 w Memmingen) – niemiecki piłkarz grający na pozycji obrońcy. Od 2014 roku zawodnik 1. FSV Mainz 05.

## Życiorys
Jest wychowankiem TSV 1860 Monachium; w czasach juniorskich trenował także w TSV 1862 Babenhausen i FC Memmingen. W latach 2012–2013 grał w seniorskim zespole Memmingen. 1 lipca 2013 odszedł do SpVgg Unterhaching. 21 lipca 2014 został piłkarzem rezerw 1. FSV Mainz 05, a w listopadzie 2015 został włączony do kadry pierwszego zespołu tego klubu. W Bundeslidze zadebiutował 28 listopada 2015 w wygranym 2:1 meczu z Eintrachtem Frankfurt.